# Аль-Аглі (Джидда)
Футбольний клуб «Аль-Аглі» (офіційно — Спортивний клуб «Аль-Аглі») або просто «Аль-Аглі» араб. النادي الأهلي الرياضي السعودي — саудівський футбольний клуб з міста Джидда, який виступає в Саудівській Прем'єр-лізі.

## Історія

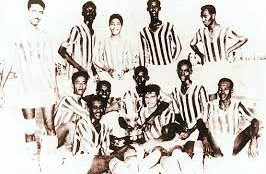
Клуб «Аль-Аглі» чемпіон Саудівської Аравії 1956/57 в першому офіційному матчі сезону.

Клуб був заснований у 1937 році. Першого серйозного успіху домігся в 1962 році, ставши володарем Королівського кубка Саудівської Аравії, а в 1978 році вперше виграв і чемпіонат країни, після, правда, подібного успіху зміг досягти тільки у 1984 році.
«Аль-Аглі» дійшовши до фіналу Азійської ліги чемпіонів 1986 року, в якому, однак, програв з рахунком 1:3 «Деу Роялс» (Пусан). 2012 року клуб знову дійшов до фіналу Азійської ліги чемпіонів, але знову поступився, тепер вже «Ульсан Гьонде» (Ульсан) з рахунком 0:3.
| Сезон     | Дивізіон                | Місце   | Королівський Кубок |
| --------- | ----------------------- | ------- | ------------------ |
| 1976/1977 | Саудівська Прем'єр-ліга | 3-е     | Переможець         |
| 1977/78   | Саудівська Прем'єр-ліга | Чемпіон | Переможець         |
| 1978/79   | Саудівська Прем'єр-ліга | 4-е     |                    |
| 1979/80   | Саудівська Прем'єр-ліга | 4-е     |                    |
| 1980/1981 | Саудівська Прем'єр-ліга | 4-е     |                    |
| 1981/82   | Саудівська Прем'єр-ліга | 4-е(В)  |                    |
| 1982/1983 | Саудівська Прем'єр-ліга | 5-е     | Переможець         |
| 1983/1984 | Саудівська Прем'єр-ліга | Чемпіон | Фіналіст           |
| 1984/85   | Саудівська Прем'єр-ліга | 3-е     |                    |
| 1985/1986 | Саудівська Прем'єр-ліга | 6-е     |                    |
| 1986/87   | Саудівська Прем'єр-ліга | 6-е     |                    |
| 1987/88   | Саудівська Прем'єр-ліга | 10-е    |                    |
| 1988/89   | Саудівська Прем'єр-ліга | 4-е     |                    |
| 1989/90   | Саудівська Прем'єр-ліга | 2-е     |                    |

| Сезон     | Дивізіон                | Місце | Королівський Кубок |
| --------- | ----------------------- | ----- | ------------------ |
| 1990/91   | Саудівська Прем'єр-ліга | 7-е   |                    |
| 1991/92   | Саудівська Прем'єр-ліга | 3-е   |                    |
| 1992/93   | Саудівська Прем'єр-ліга | 5-е   |                    |
| 1993/94   | Саудівська Прем'єр-ліга | 6-е   |                    |
| 1994/95   | Саудівська Прем'єр-ліга | 6-е   |                    |
| 1995/96   | Саудівська Прем'єр-ліга | 2-е   |                    |
| 1996/97   | Саудівська Прем'єр-ліга | 5-е   |                    |
| 1997/98   | Саудівська Прем'єр-ліга | 3-е   |                    |
| 1998/1999 | Саудівська Прем'єр-ліга | 2-е   |                    |
| 1999/00   | Саудівська Прем'єр-ліга | 2-е   |                    |
| 2000/01   | Саудівська Прем'єр-ліга | 3-е   |                    |
| 2001/02   | Саудівська Прем'єр-ліга | 4-е   |                    |
| 2002/03   | Саудівська Прем'єр-ліга | 2-е   |                    |
| 2003/04   | Саудівська Прем'єр-ліга | 3-е   |                    |

| Сезон     | Дивізіон                | Місце   | Королівський Кубок |
| --------- | ----------------------- | ------- | ------------------ |
| 2004/05   | Саудівська Прем'єр-ліга | 5-е     |                    |
| 2005/06   | Саудівська Прем'єр-ліга | 4-е     |                    |
| 2006/07   | Саудівська Прем'єр-ліга | 5-е     |                    |
| 2007/08   | Саудівська Прем'єр-ліга | 8-е     |                    |
| 2008/09   | Саудівська Прем'єр-ліга | 3-е     |                    |
| 2009/10   | Саудівська Прем'єр-ліга | 6-е     |                    |
| 2010/11   | Саудівська Прем'єр-ліга | 6-е     | Переможець         |
| 2011/12   | Саудівська Прем'єр-ліга | 2-е     | Переможець         |
| 2012/13   | Саудівська Прем'єр-ліга | 5-е     |                    |
| 2013/2014 | Саудівська Прем'єр-ліга | 3-е     | Фіналіст           |
| 2014/2015 | Саудівська Прем'єр-ліга | 2-е     |                    |
| 2015/2016 | Саудівська Прем'єр-ліга | Чемпіон | Переможець         |
| 2016/2017 | Саудівська Прем'єр-ліга | 2-е     | Фіналіст           |

## Досягнення

### Національні
- Саудівська Прем'єр-ліга:
  -  Чемпіон (4): 1968/69, 1977/78, 1983/84, 2015/2016
- Королівський кубок Саудівської Аравії:
  -  Володар (13): 1961/62, 1964/65, 1968/69, 1969/70, 1970/71, 1972/73, 1976/77, 1977/78, 1978/79, 1982/83, 2010/11, 2011/12, 2015/16
- Кубок спадкоємного принца Саудівської Аравії:
  -  Володар (6): 1956/57, 1969/70, 1997/98, 2001/02, 2006/07, 2014/15
- Кубок Саудівської Федерації футболу:
  -  Володар (5): 2000/01, 2001/02, 2006/07, 2011/12, 2012/13

### Міжнародні
- Ліга чемпіонів АФК:
  -  Володар (1): 2025
  -  Фіналіст (2): 1986, 2012
- Турнір принца Фейсала бін-Фахада для арабських клубів: (1)
  -  Володар (1): 2002/03
- Клубний кубок чемпіонів Перської затоки:
  -  Володар (3): 1985, 2002, 2008

## Відомі гравці
| - Ріяд Марез - Роберто Фірміно - Алессандро Андраде - Рожер Ібаньєс - Бруно Сезар - Никола Петкович - Езджан Аліоскі - Деян Дам'янович - Сок Хьон Джун - Франк Кесьє - Едуар Менді |

## Тренери
- Діді (1978—1981)
- Теле Сантана (1983—1985)
- Махмуд Ель-Ґогарі (1985)
- Себастьян Лазароні (1989—1990)
- Луїс Феліпе Сколарі (1992—1993)
- П'єр Лешантр (2003)
- Леандро Мендель (2008)
- Стойчо Младенов (1 червня 2008 — 24 квітня 2009)
- Густаво Альфаро (22 квітня 2009 — 20 грудня 2009)
- Серхіу Фаріаш (27 грудня 2009 — 30 липня 2010)
- Тронн Солілєд (1 серпня 2010 — 31 серпня 2010)
- Милован Раєваць (10 вересня 2010 — 20 лютого 2011)
- Александар Ілич (24 лютого 2011 — 4 серпня 2011)
- Карел Яролім (5 серпня 2011 — 31 травня 2013)
- Александар Ілич (28 лютого 2013 — 31 травня 2013)
- Вітор Перейра (1 липня 2013 — 30 червня 2014)
- Крістіан Гросс (1 липня 2014 — 30 травня 2016)
- Хосе Мануель Гомес (31 травня 2016 — 30 вересня 2016)
- Крістіан Гросс (3 жовтня 2016 — 31 травня 2017)
- Сергій Ребров (21 червня 2017 — серпень 2018)